# Claude Parmentier (cancérologue)
Pour les articles homonymes, voir Parmentier.
Claude Parmentier, né le 23 avril 1934 à Saint-Maur-des-Fossés et mort le 22 mars 2014  à Villejuif dans le Val-de-Marne, est un cancérologue et homme politique français. Professeur de médecine à Paris XI et membre de l’Institut Gustave-Roussy, il a contribué aux soins des victimes des essais nucléaires en Polynésie et à l’établissement de leurs droits. Maire adjoint de Leuville-sur-Orge, il a développé les relations entre la Géorgie et la commune, lieu d’exil du gouvernement de ce pays en 1922.

## Les soins et les droits des victimes des essais nucléaires
De 1990 à 2005, il est membre de la Commission interministérielle des installations nucléaires de base, au titre du ministère de la solidarité, de la santé et de la protection sociale, chargé de la famille.
Après avoir accueilli dans son service de l’Institut Gustave-Roussy de Villejuif des patients polynésiens atteints de cancer de la thyroïde, il engage avec son équipe une étude comparative de l’ADN des globules blancs entre ce groupe de personnes (qui n’avait pas travaillé sur les sites d’expérimentation entre 1966 et 1974 mais qui avaient été exposées aux radiations lors des essais aériens) et un groupe de patients de la métropole également atteint de cancer de la thyroïde : il constate que le système chromosomique du premier groupe est trois fois plus altéré.
En février 2005, il publie ses premières conclusions ; elles seront par la suite exploitées dans différents contextes :
- en juin 2006, au colloque de Papeete sur l’impact sanitaire des essais nucléaires à l’occasion du 40e anniversaire de la première bombe Aldébaran à Moruroa,,
- en février 2008, lors de l’étude du Dr Al Rowland (Nouvelle-Zélande) et de son équipe sur un groupe de patients néo-zélandais exposés aux essais nucléaires britanniques montrant le même taux d’anomalies chromosomiques que les patients polynésiens, trois fois plus que pour des patients néo-zélandais n’ayant pas été exposé aux essais nucléaires,
- en 2008, dans le rapport parlementaire rédigé par Christiane Taubira, intitulé « Reconnaissance et indemnisation des victimes des essais ou accidents nucléaires »,
- en février 2009, à la Cour d’appel de Paris,
- en janvier 2010, lors de l’étude de Florent de Vathaire et de son équipe (INSERM),
- en janvier 2010 par une première loi d’indemnisation pour les personnes atteintes’’,
- en décembre 2013 par une deuxième loi créant une autorité administrative indépendante, le Comité d’indemnisation des essais nucléaires (CIVEN).
Il rappelle au cours de ses différentes auditions que « le principe de base en radioprotection reste d’observer la dose la plus faible possible et que ce seuil ne pourrait pas être mesuré, ni chez les vétérans, ni dans les populations civiles ; même avec un film dosimètre, seule l’irradiation externe pourrait être mesurée or, le port des films a loin d’avoir été la règle et surtout le risque de contamination interne a été très important ».

## Vie politique
De 2001 à 2014, Claude Parmentier est élu municipal de Leuville-sur-Orge, chargé des affaires culturelles et de missions  scientifiques, notamment d’une étude sur les antennes relais de téléphone mobile.
L’histoire de la commune, qui avait accueilli en 1922 le gouvernement de la Ire République de Géorgie en exil, le conduit à participer à un voyage d’élus de l’Essonne dans ce pays : il en ramène l’idée de réactiver les relations franco-géorgiennes.
En 2002, son épouse Nicole et lui-même hébergent une étudiante géorgienne, Eka Khamkhadzé, autrice du mémoire Les Géorgiens de Leuville diffusé à un millier d’exemplaires grâce au financement du Conseil général de l'Essonne.
En 2003, il fonde les premières journées franco-géorgiennes avec Luc et Mirian Méloua. Elles se perpétueront sous le parrainage des ambassadeurs successifs de Géorgie en France, Gotcha Tchogovadzé,  Natia Djaparidzé, Mamuka Kudava et Ekatériné Siradzé-Delaunay avec le concours de différentes associations franco-géorgiennes dont l'Institut Noé Jordania.
En 2004, avec Véronique Grelot, il sensibilise l’école de musique à la polyphonie géorgienne : une formation est donnée par le trio Mze Shina (Denise Craig et Laurent Stephen), un chœur leuvillois se produit en concert. Il crée à la bibliothèque municipale, avec Véronique Plitta, un fonds documentaire relatif à la Géorgie. Il associe les écoles primaires à la culture géorgienne (visite du château des Géorgiens et du carré géorgien du cimetière communal, initiation aux chants par Tamara Demuria, court-métrage tourné par le club des jeunes...).
En 2005, avec Evelyne Foulon, il assure la coordination du projet de livret Leuville-sur-Orge et la Géorgie, une histoire commune » diffusé à un millier d’exemplaires.
Année après année, lors des journées franco-géorgiennes, les concerts de polyphonie géorgienne se poursuivent avec les ensembles français Irinola (Sophie Bilong) et Marani (Bertrand Lambolez) ou géorgien Lazi (Eka Chaganava), ainsi que les ateliers de cuisine géorgienne (Irène Tsitsichvili).
Le 23 mai 2011, en présence de ministres venus de Tbilissi, lors des cérémonies célébrant l'accord de dévolution de la résidence d'exil du gouvernement de la Première République de Géorgie, le château des Géorgiens, à l’État géorgien, il déclare : « Permettez-moi, cependant, d’insister sur le fait qu’il doit, pour être fécond, s’appuyer sur une relation franco-géorgienne étroite ».